# Bellator 10
Bellator 10 foi um evento de MMA (artes marciais mistas) organizado pelo Bellator Fighting Championships, realizado na Citizens Business Bank Arena, em Ontario, Califórnia nos Estados Unidos no dia 5 de junho de 2009. Foi transmitido nacionalmente nos EUA por VT (video-tape) na noite seguinte, sábado 6 de junho, mediante um acordo de exclusividade com a ESPN Deportes.
O evento contou com a final do torneio dos pena. Todas as lutas foram disputadas sob as regras unificadas de MMA.

## Chave do Torneio

### Peso Pena
|  | Quartas-de-finais | Quartas-de-finais | Quartas-de-finais |               |                | Semi-finais | Semi-finais | Semi-finais |  |  | Final | Final | Final |  |
|  |                   |                   |                   |               |                |             |             |             |  |  |       |       |       |  |
|  | Canadá            | Ben Greer         | TKO               |               |                |             |             |             |  |  |       |       |       |  |
|  | Canadá            | Ben Greer         | TKO               |               |                |             |             |             |  |  |       |       |       |  |
|  | Estados Unidos    | Joe Soto          | 1                 |               |                |             |             |             |  |  |       |       |       |  |
|  | Estados Unidos    | Joe Soto          | 1                 |               | Estados Unidos | Joe Soto    | DEC         |             |  |  |       |       |       |  |
|  |                   |                   |                   |               | Estados Unidos | Joe Soto    | DEC         |             |  |  |       |       |       |  |
|  |                   |                   | Brasil            | Wilson Reis   | 3              |             |             |             |  |  |       |       |       |  |
|  | Brasil            | Wilson Reis       | Brasil            | Wilson Reis   | 3              | DEC         |             |             |  |  |       |       |       |  |
|  | Brasil            | Wilson Reis       |                   |               |                |             |             |             |  |  |       |       |       |  |
|  | Estados Unidos    | Henry Martinez    | 3                 |               |                |             |             |             |  |  |       |       |       |  |
|  | Estados Unidos    | Henry Martinez    | 3                 |               | Estados Unidos | Joe Soto    | FIN         |             |  |  |       |       |       |  |
|  |                   |                   |                   |               |                |             |             |             |  |  |       |       |       |  |
|  |                   |                   | México            | Yahir Reyes   | 2              |             |             |             |  |  |       |       |       |  |
|  | México            | Nick Gonzalez     | México            | Yahir Reyes   | 2              | FIN         |             |             |  |  |       |       |       |  |
|  | México            | Nick Gonzalez     |                   |               |                |             |             |             |  |  |       |       |       |  |
|  | México            | Yahir Reyes       | 1                 |               |                |             |             |             |  |  |       |       |       |  |
|  | México            | Yahir Reyes       | 1                 |               | México         | Yahir Reyes | KO          |             |  |  |       |       |       |  |
|  |                   |                   |                   |               | México         | Yahir Reyes | KO          |             |  |  |       |       |       |  |
|  |                   |                   | Estados Unidos    | Estevan Payan | 2              |             |             |             |  |  |       |       |       |  |
|  | Estados Unidos    | Estevan Payan     | Estados Unidos    | Estevan Payan | 2              | DEC         |             |             |  |  |       |       |       |  |
|  | Estados Unidos    | Estevan Payan     |                   |               |                |             |             |             |  |  |       |       |       |  |
|  | Peru              | Luis Palomino     | 3                 |               |                |             |             |             |  |  |       |       |       |  |